# The Bachelor's Waterloo
The Bachelor's Waterloo è un cortometraggio muto del 1912 diretto da C.J. Williams.

## Produzione
Il film fu prodotto dalla Edison Company. È conosciuto anche con il titolo The Bachelor's Waterloo: A Leap Year Story.

## Distribuzione
Distribuito dalla General Film Company, il film - un cortometraggio di 198 metri - uscì nelle sale cinematografiche statunitensi il 17 gennaio 1912. Nelle proiezioni, veniva programmato con il sistema dello split reel, accorpato in un'unica bobina con un altro cortometraggio prodotto dalla Edison, il documentario A 50-Mile Ramble Through the Thousand Islands, St. Lawrence River.